# Christoph Melischko
Christoph Melischko (* 25. Juli 1983 in Schongau) ist ein ehemaliger deutscher Eishockeyspieler und Geprüfter Sportfachwirt.

## Karriere
Christoph Melischko spielte 1999/2000 für die Jugendbundesligamannschaft des SC Riessersee, mit der er 2000/01 an der DNL teilnahm und dort Liga-Topscorer nach der Vorrunde war. Ein Jahr später war der Center eine Saison lang für das Zweitliga-Team des SCR aktiv, ehe er zum ERC Ingolstadt in die DEL wechselte, wo er die Anzahl seiner Scorerpunkte stetig verbessern konnte.
2005 gewann Christoph Melischko mit dem ERC Ingolstadt den Deutschen Eishockeypokal. Im November 2006 gehörte er zu den Spielern, die an einer Massenschlägerei beim Spiel des ERC Ingolstadt gegen die Kölner Haie teilnahmen. Von 2008 bis 2010 spielte Christoph Melischko für die Kölner Haie. Im März 2010 unterschrieb er beim DEL-Club Kassel Huskies einen Zweijahresvertrag.
Aufgrund der Insolvenz der Kassel Huskies wechselte Melischko im September 2010 zu den Schwenninger Wild Wings. Wegen einer schweren Knieverletzung musste er seine Profikarriere beenden, nachdem er schon während der Saison 2011/12 kein Spiel für die Wild Wings absolvieren konnte. Im September 2012 schloss Melischko seine Fortbildung zum Sportfachwirt ab.

### International
Beim Deutschland Cup 2008 bestritt der Angreifer sein erstes Länderspiel und gehörte zum Kader der deutschen Eishockeynationalmannschaft. Sein erstes Länderspieltor schoss Melischko am 25. April 2008 bei der Begegnung Deutschland gegen Dänemark.

## Karrierestatistik
(Legende zur Spielerstatistik: Sp oder GP = absolvierte Spiele; T oder G = erzielte Tore; V oder A = erzielte Assists; Pkt oder Pts = erzielte Scorerpunkte; SM oder PIM = erhaltene Strafminuten; +/− = Plus/Minus-Bilanz; PP = erzielte Überzahltore; SH = erzielte Unterzahltore; GW = erzielte Siegtore; 1 Play-downs/Relegation; Kursiv: Statistik nicht vollständig)

## Privates
Seit 2011 ist Christoph Melischko verheiratet und hat mit seiner Frau zwei Töchter.